# Élections générales espagnoles de 2011 en Castille-et-León
Les élections générales espagnoles de 2011 (en espagnol : Elecciones generales de España de 2011) se sont tenues le dimanche 20 novembre 2011 afin d'élire les 350 députés et 208 des 266 sénateurs de la Xe législature des Cortes Generales. 32 députés sont élus en Castille-et-León.

## Résultats
| Parti                  | Parti                                                   | Voix      | %     | +/-   | Sièges | +/-           |
| ---------------------- | ------------------------------------------------------- | --------- | ----- | ----- | ------ | ------------- |
|                        | Parti populaire (PP)                                    | 843 110   | 55,37 | 5,36  | 21     | 3             |
|                        | Parti socialiste ouvrier espagnol (PSOE)                | 444 451   | 29,19 | 13,59 | 11     | 3             |
|                        | Union, progrès et démocratie (UPyD)                     | 93 197    | 6,12  | 4,59  | 0      | en stagnation |
|                        | Gauche plurielle (IU)                                   | 85 814    | 5,64  | 3,13  | 0      | en stagnation |
|                        | Equo                                                    | 10 166    | 0,67  | Nv.   | 0      | en stagnation |
|                        | Parti animaliste contre la maltraitance animale (PACMA) | 5 436     | 0,36  | 0,21  | 0      | en stagnation |
|                        | Pour un monde + juste (PUM+J)                           | 2 767     | 0,18  | 0,09  | 0      | en stagnation |
|                        | Parti castillan (PCAL)                                  | 2 080     | 0,14  | 0,07  | 0      | en stagnation |
|                        | Parti régionaliste du pays léonais (PREPAL)             | 2 058     | 0,14  | 0,08  | 0      | en stagnation |
|                        | Autres partis                                           | 8 070     | 0,53  | -     | 0      | -             |
|                        | Vote blanc                                              | 25 201    | 1,66  | 0,46  |        |               |
|                        |                                                         |           |       |       |        |               |
| Suffrages exprimés     | Suffrages exprimés                                      | 1 522 607 | 98,57 |       |        |               |
| Votes nuls             | Votes nuls                                              | 22 136    | 1,43  |       |        |               |
| Total                  | Total                                                   | 1 544 743 | 100   | -     | 32     | en stagnation |
| Abstention             | Abstention                                              | 622 114   | 28,71 |       |        |               |
| Inscrits/Participation | Inscrits/Participation                                  | 2 166 857 | 71,29 |       |        |               |

### Résultats par provinces

#### Ávila
| Parti                  | Parti                                                   | Voix    | %     | +/-   | Sièges | +/-           |
| ---------------------- | ------------------------------------------------------- | ------- | ----- | ----- | ------ | ------------- |
|                        | Parti populaire (PP)                                    | 65 600  | 61,90 | 3,32  | 2      | en stagnation |
|                        | Parti socialiste ouvrier espagnol (PSOE)                | 24 278  | 22,91 | 12,14 | 1      | en stagnation |
|                        | Union, progrès et démocratie (UPyD)                     | 8 217   | 7,75  | 6,33  | 0      | en stagnation |
|                        | Gauche plurielle (IU)                                   | 4 803   | 4,53  | 1,93  | 0      | en stagnation |
|                        | Equo                                                    | 725     | 0,68  | Nv.   | 0      | en stagnation |
|                        | Parti animaliste contre la maltraitance animale (PACMA) | 275     | 0,26  | 0,18  | 0      | en stagnation |
|                        | Phalange espagnole (FE-JONS)                            | 233     | 0,22  | 0,15  | 0      | en stagnation |
|                        | Républicains (RPS)                                      | 200     | 0,19  | Nv.   | 0      | en stagnation |
|                        | Hartos.org                                              | 174     | 0,16  | Nv.   | 0      | en stagnation |
|                        | Pour un monde + juste (PUM+J)                           | 105     | 0,10  | 0,03  | 0      | en stagnation |
|                        | Autres partis                                           | 133     | 0,13  | -     | 0      | -             |
|                        | Vote blanc                                              | 1 233   | 1,16  | 0,15  |        |               |
|                        |                                                         |         |       |       |        |               |
| Suffrages exprimés     | Suffrages exprimés                                      | 105 976 | 98,62 |       |        |               |
| Votes nuls             | Votes nuls                                              | 1 481   | 1,38  |       |        |               |
| Total                  | Total                                                   | 107 457 | 100   | -     | 3      | en stagnation |
| Abstention             | Abstention                                              | 35 121  | 24,63 |       |        |               |
| Inscrits/Participation | Inscrits/Participation                                  | 142 478 | 75,37 |       |        |               |

#### Burgos
| Parti                  | Parti                                                   | Voix    | %     | +/-   | Sièges | +/-           |
| ---------------------- | ------------------------------------------------------- | ------- | ----- | ----- | ------ | ------------- |
|                        | Parti populaire (PP)                                    | 116 057 | 54,21 | 3,70  | 3      | 1             |
|                        | Parti socialiste ouvrier espagnol (PSOE)                | 59 878  | 27,97 | 12,49 | 1      | 1             |
|                        | Union, progrès et démocratie (UPyD)                     | 16 090  | 7,52  | 5,41  | 0      | en stagnation |
|                        | Gauche plurielle (IU)                                   | 11 892  | 5,55  | 2,66  | 0      | en stagnation |
|                        | Equo                                                    | 1 938   | 0,91  | Nv.   | 0      | en stagnation |
|                        | Parti castillan (PCAL)                                  | 1 515   | 0,71  | 0,06  | 0      | en stagnation |
|                        | Parti animaliste contre la maltraitance animale (PACMA) | 1 007   | 0,47  | 0,28  | 0      | en stagnation |
|                        | Pour un monde + juste (PUM+J)                           | 605     | 0,28  | 0,18  | 0      | en stagnation |
|                        | Gauche anticapitaliste (IA)                             | 502     | 0,23  | Nv.   | 0      | en stagnation |
|                        | Solidarité et autogestion internationaliste (SAIn)      | 454     | 0,21  | 0,11  | 0      | en stagnation |
|                        | Citoyens de centre démocratique (CCD)                   | 203     | 0,09  | Nv.   | 0      | en stagnation |
|                        | Vote blanc                                              | 3 952   | 1,85  | 0,46  |        |               |
|                        |                                                         |         |       |       |        |               |
| Suffrages exprimés     | Suffrages exprimés                                      | 214 093 | 98,51 |       |        |               |
| Votes nuls             | Votes nuls                                              | 3 235   | 1,49  |       |        |               |
| Total                  | Total                                                   | 217 328 | 100   | -     | 4      | en stagnation |
| Abstention             | Abstention                                              | 85 781  | 28,30 |       |        |               |
| Inscrits/Participation | Inscrits/Participation                                  | 303 109 | 71,70 |       |        |               |

#### León
| Parti                  | Parti                                                   | Voix    | %     | +/-   | Sièges | +/-           |
| ---------------------- | ------------------------------------------------------- | ------- | ----- | ----- | ------ | ------------- |
|                        | Parti populaire (PP)                                    | 152 672 | 52,05 | 8,72  | 3      | 1             |
|                        | Parti socialiste ouvrier espagnol (PSOE)                | 100 210 | 34,17 | 15,92 | 2      | 1             |
|                        | Gauche plurielle (IU)                                   | 15 598  | 5,32  | 3,18  | 0      | en stagnation |
|                        | Union, progrès et démocratie (UPyD)                     | 13 672  | 4,66  | 3,90  | 0      | en stagnation |
|                        | Equo                                                    | 2 154   | 0,73  | Nv.   | 0      | en stagnation |
|                        | Parti régionaliste du pays léonais (PREPAL)             | 1 221   | 0,42  | 0,36  | 0      | en stagnation |
|                        | Parti animaliste contre la maltraitance animale (PACMA) | 1 074   | 0,37  | 0,24  | 0      | en stagnation |
|                        | Pour un monde + juste (PUM+J)                           | 565     | 0,19  | 0,13  | 0      | en stagnation |
|                        | Parti communiste des peuples d'Espagne (PCPE)           | 502     | 0,17  | 0,12  | 0      | en stagnation |
|                        | Unification communiste de l'Espagne (UCE)               | 152     | 0,05  | Nv.   | 0      | en stagnation |
|                        | Vote blanc                                              | 5 470   | 1,87  | 0,77  |        |               |
|                        |                                                         |         |       |       |        |               |
| Suffrages exprimés     | Suffrages exprimés                                      | 293 290 | 98,45 |       |        |               |
| Votes nuls             | Votes nuls                                              | 4 616   | 1,55  |       |        |               |
| Total                  | Total                                                   | 297 906 | 100   | -     | 5      | en stagnation |
| Abstention             | Abstention                                              | 149 802 | 33,46 |       |        |               |
| Inscrits/Participation | Inscrits/Participation                                  | 447 708 | 66,54 |       |        |               |

#### Palencia
| Parti                  | Parti                                                   | Voix    | %     | +/-   | Sièges | +/-           |
| ---------------------- | ------------------------------------------------------- | ------- | ----- | ----- | ------ | ------------- |
|                        | Parti populaire (PP)                                    | 58 759  | 55,15 | 5,43  | 2      | en stagnation |
|                        | Parti socialiste ouvrier espagnol (PSOE)                | 33 328  | 31,28 | 12,31 | 1      | en stagnation |
|                        | Gauche plurielle (IU)                                   | 6 259   | 5,87  | 3,27  | 0      | en stagnation |
|                        | Union, progrès et démocratie (UPyD)                     | 4 686   | 4,40  | 3,12  | 0      | en stagnation |
|                        | Parti castillan (PCAL)                                  | 565     | 0,53  | 0,18  | 0      | en stagnation |
|                        | Parti animaliste contre la maltraitance animale (PACMA) | 352     | 0,33  | 0,18  | 0      | en stagnation |
|                        | Pour un monde + juste (PUM+J)                           | 249     | 0,23  | 0,12  | 0      | en stagnation |
|                        | Phalange espagnole (FE-JONS)                            | 234     | 0,22  | 0,14  | 0      | en stagnation |
|                        | Unité régionaliste de Castille-et-León (URCL)           | 174     | 0,16  | Nv.   | 0      | en stagnation |
|                        | Autres partis                                           | 166     | 0,16  | -     | 0      | -             |
|                        | Vote blanc                                              | 1 775   | 1,67  | 0,45  |        |               |
|                        |                                                         |         |       |       |        |               |
| Suffrages exprimés     | Suffrages exprimés                                      | 106 547 | 98,48 |       |        |               |
| Votes nuls             | Votes nuls                                              | 1 644   | 1,52  |       |        |               |
| Total                  | Total                                                   | 108 191 | 100   | -     | 3      | en stagnation |
| Abstention             | Abstention                                              | 39 592  | 26,79 |       |        |               |
| Inscrits/Participation | Inscrits/Participation                                  | 147 783 | 73,21 |       |        |               |

#### Salamanque
| Parti                  | Parti                                                   | Voix    | %     | +/-   | Sièges | +/-           |
| ---------------------- | ------------------------------------------------------- | ------- | ----- | ----- | ------ | ------------- |
|                        | Parti populaire (PP)                                    | 128 887 | 60,04 | 6,26  | 3      | 1             |
|                        | Parti socialiste ouvrier espagnol (PSOE)                | 56 331  | 26,24 | 13,72 | 1      | 1             |
|                        | Union, progrès et démocratie (UPyD)                     | 13 276  | 6,18  | 4,45  | 0      | en stagnation |
|                        | Gauche plurielle (IU)                                   | 9 256   | 4,31  | 2,58  | 0      | en stagnation |
|                        | Equo                                                    | 1 648   | 0,77  | Nv.   | 0      | en stagnation |
|                        | Sièges en blanc (EB)                                    | 686     | 0,32  | Nv.   | 0      | en stagnation |
|                        | Parti animaliste contre la maltraitance animale (PACMA) | 584     | 0,27  | 0,14  | 0      | en stagnation |
|                        | Parti régionaliste du pays léonais (PREPAL)             | 408     | 0,19  | 0,05  | 0      | en stagnation |
|                        | Hygiène démocratique (HD)                               | 206     | 0,10  | Nv.   | 0      | en stagnation |
|                        | Unification communiste de l'Espagne (UCE)               | 161     | 0,08  | Nv.   | 0      | en stagnation |
|                        | Vote blanc                                              | 3 223   | 1,50  | 0,27  |        |               |
|                        |                                                         |         |       |       |        |               |
| Suffrages exprimés     | Suffrages exprimés                                      | 214 666 | 98,66 |       |        |               |
| Votes nuls             | Votes nuls                                              | 2 905   | 1,34  |       |        |               |
| Total                  | Total                                                   | 217 571 | 100   | -     | 4      | en stagnation |
| Abstention             | Abstention                                              | 94 430  | 30,27 |       |        |               |
| Inscrits/Participation | Inscrits/Participation                                  | 312 001 | 69,73 |       |        |               |

#### Ségovie
| Parti                  | Parti                                                   | Voix    | %     | +/-   | Sièges | +/-           |
| ---------------------- | ------------------------------------------------------- | ------- | ----- | ----- | ------ | ------------- |
|                        | Parti populaire (PP)                                    | 52 173  | 56,41 | 2,98  | 2      | en stagnation |
|                        | Parti socialiste ouvrier espagnol (PSOE)                | 24 780  | 26,79 | 12,26 | 1      | en stagnation |
|                        | Union, progrès et démocratie (UPyD)                     | 6 889   | 7,45  | 5,82  | 0      | en stagnation |
|                        | Gauche plurielle (IU)                                   | 5 237   | 5,66  | 3,00  | 0      | en stagnation |
|                        | Equo                                                    | 981     | 1,06  | Nv.   | 0      | en stagnation |
|                        | Parti animaliste contre la maltraitance animale (PACMA) | 353     | 0,38  | 0,24  | 0      | en stagnation |
|                        | Phalange espagnole (FE-JONS)                            | 247     | 0,27  | 0,20  | 0      | en stagnation |
|                        | Pour un monde + juste (PUM+J)                           | 237     | 0,26  | 0,16  | 0      | en stagnation |
|                        | Unification communiste de l'Espagne (UCE)               | 115     | 0,12  | Nv.   | 0      | en stagnation |
|                        | Vote blanc                                              | 1 477   | 1,60  | 0,31  |        |               |
|                        |                                                         |         |       |       |        |               |
| Suffrages exprimés     | Suffrages exprimés                                      | 92 489  | 98,11 |       |        |               |
| Votes nuls             | Votes nuls                                              | 1 780   | 1,89  |       |        |               |
| Total                  | Total                                                   |         | 100   | -     | 3      | en stagnation |
| Abstention             | Abstention                                              | 29 212  | 23,66 |       |        |               |
| Inscrits/Participation | Inscrits/Participation                                  | 123 481 | 76,34 |       |        |               |

#### Soria
| Parti                  | Parti                                                   | Voix   | %     | +/-   | Sièges | +/-           |
| ---------------------- | ------------------------------------------------------- | ------ | ----- | ----- | ------ | ------------- |
|                        | Parti populaire (PP)                                    | 28 063 | 54,93 | 5,13  | 1      | en stagnation |
|                        | Parti socialiste ouvrier espagnol (PSOE)                | 16 066 | 31,45 | 11,15 | 1      | en stagnation |
|                        | Gauche plurielle (IU)                                   | 2 385  | 4,67  | 2,43  | 0      | en stagnation |
|                        | Union, progrès et démocratie (UPyD)                     | 2 190  | 4,29  | 2,32  | 0      | en stagnation |
|                        | Equo                                                    | 559    | 1,09  | Nv.   | 0      | en stagnation |
|                        | Démocratie nationale (DN)                               | 181    | 0,35  | 0,25  | 0      | en stagnation |
|                        | Parti animaliste contre la maltraitance animale (PACMA) | 152    | 0,30  | 0,14  | 0      | en stagnation |
|                        | Pour un monde + juste (PUM+J)                           | 127    | 0,25  | 0,13  | 0      | en stagnation |
|                        | Unification communiste de l'Espagne (UCE)               | 73     | 0,14  | Nv.   | 0      | en stagnation |
|                        | Vote blanc                                              | 1 295  | 2,53  | 0,80  |        |               |
|                        |                                                         |        |       |       |        |               |
| Suffrages exprimés     | Suffrages exprimés                                      | 51 091 | 97,78 |       |        |               |
| Votes nuls             | Votes nuls                                              | 1 161  | 2,22  |       |        |               |
| Total                  | Total                                                   | 52 252 | 100   | -     | 2      | en stagnation |
| Abstention             | Abstention                                              | 25 103 | 32,45 |       |        |               |
| Inscrits/Participation | Inscrits/Participation                                  | 77 355 | 67,55 |       |        |               |

#### Valladolid
| Parti                  | Parti                                                   | Voix    | %     | +/-   | Sièges | +/-           |
| ---------------------- | ------------------------------------------------------- | ------- | ----- | ----- | ------ | ------------- |
|                        | Parti populaire (PP)                                    | 172 671 | 52,91 | 3,63  | 3      | en stagnation |
|                        | Parti socialiste ouvrier espagnol (PSOE)                | 94 521  | 28,96 | 13,67 | 2      | en stagnation |
|                        | Gauche plurielle (IU)                                   | 24 223  | 7,42  | 4,25  | 0      | en stagnation |
|                        | Union, progrès et démocratie (UPyD)                     | 23 536  | 7,21  | 5,25  | 0      | en stagnation |
|                        | Equo                                                    | 2 161   | 0,66  | Nv.   | 0      | en stagnation |
|                        | Parti animaliste contre la maltraitance animale (PACMA) | 1 244   | 0,38  | 0,23  | 0      | en stagnation |
|                        | Pour un monde + juste (PUM+J)                           | 581     | 0,18  | 0,08  | 0      | en stagnation |
|                        | Unité régionaliste de Castille-et-León (URCL)           | 535     | 0,16  | 0,04  | 0      | en stagnation |
|                        | Phalange espagnole (FE-JONS)                            | 522     | 0,16  | 0,09  | 0      | en stagnation |
|                        | Démocratie nationale (DN)                               | 426     | 0,13  | 0,06  | 0      | en stagnation |
|                        | Parti communiste des peuples d'Espagne (PCPE)           | 380     | 0,12  | 0,01  | 0      | en stagnation |
|                        | Solidarité et autogestion internationaliste (SAIn)      | 344     | 0,11  | 0,05  | 0      | en stagnation |
|                        | Autres partis                                           | 470     | 0,14  | -     | 0      | -             |
|                        | Vote blanc                                              | 4 719   | 1,45  | 0,36  |        |               |
|                        |                                                         |         |       |       |        |               |
| Suffrages exprimés     | Suffrages exprimés                                      | 326 333 | 98,89 |       |        |               |
| Votes nuls             | Votes nuls                                              | 3 677   | 1,11  |       |        |               |
| Total                  | Total                                                   | 330 010 | 100   | -     | 5      | en stagnation |
| Abstention             | Abstention                                              | 104 467 | 24,04 |       |        |               |
| Inscrits/Participation | Inscrits/Participation                                  | 434 477 | 75,96 |       |        |               |

#### Zamora
| Parti                  | Parti                                                   | Voix    | %     | +/-   | Sièges | +/-           |
| ---------------------- | ------------------------------------------------------- | ------- | ----- | ----- | ------ | ------------- |
|                        | Parti populaire (PP)                                    | 68 228  | 57,76 | 6,34  | 2      | en stagnation |
|                        | Parti socialiste ouvrier espagnol (PSOE)                | 35 059  | 29,68 | 13,10 | 1      | en stagnation |
|                        | Gauche plurielle (IU)                                   | 6 161   | 5,22  | 2,96  | 0      | en stagnation |
|                        | Union, progrès et démocratie (UPyD)                     | 4 641   | 3,93  | 3,00  | 0      | en stagnation |
|                        | Sièges en blanc (EB)                                    | 649     | 0,55  | Nv.   | 0      | en stagnation |
|                        | Parti régionaliste du pays léonais (PREPAL)             | 429     | 0,36  | 0,01  | 0      | en stagnation |
|                        | Parti animaliste contre la maltraitance animale (PACMA) | 395     | 0,33  | 0,17  | 0      | en stagnation |
|                        | Pour un monde + juste (PUM+J)                           | 298     | 0,25  | 0,14  | 0      | en stagnation |
|                        | Gauche anticapitaliste (IA)                             | 205     | 0,17  | Nv.   | 0      | en stagnation |
|                        | Vote blanc                                              | 2 057   | 1,74  | 0,55  |        |               |
|                        |                                                         |         |       |       |        |               |
| Suffrages exprimés     | Suffrages exprimés                                      | 118 122 | 98,63 |       |        |               |
| Votes nuls             | Votes nuls                                              | 1 637   | 1,37  |       |        |               |
| Total                  | Total                                                   | 119 759 | 100   | -     | 3      | en stagnation |
| Abstention             | Abstention                                              | 58 606  | 32,86 |       |        |               |
| Inscrits/Participation | Inscrits/Participation                                  | 179 365 | 67,14 |       |        |               |